# وقاح العليا (القفر)

تعديل مصدري - تعديل

وقاح العليا محلة تابعة لقرية وقاح، التابعة لعزلة بني سباء بمديرية القفر إحدى مديريات محافظة إب في الجمهورية اليمنية، بلغ تعداد سكانها 240 حسب تعداد اليمن لعام 2004.